# Liste der Monuments historiques in Sémeries
Die Liste der Monuments historiques in Sémeries führt die Monuments historiques in der französischen Gemeinde Sémeries auf.

## Liste der Bauwerke
| Bezeichnung                      | Beschreibung | Standort | Kennzeichnung | Schutzstatus | Datum | Bild           |
| -------------------------------- | ------------ | -------- | ------------- | ------------ | ----- | -------------- |
| Bildstock Notre-Dame-de-Walcourt |              | (Lage)   | PA00107813    | Inscrit      | 1948  |                |
| Schmerzensmann                   |              | (Lage)   | PA00107814    | Classé       | 1943  |                |
| Kirche St-Rémi                   |              | (Lage)   | PA00107815    | Inscrit      | 1951  | weitere Bilder |

## Liste der Objekte
- Monuments historiques (Objekte) in Sémeries in der Base Palissy des französischen Kultusministeriums